# Avenue Joseph-Bédier
L'avenue Joseph-Bédier est une voie du 13e arrondissement de Paris, en France.

## Situation et accès
L'avenue Joseph-Bédier est une voie publique située dans le 13e arrondissement de Paris. Elle débute au 15, rue Maryse-Bastié et se termine au 4, place du Docteur-Yersin.

## Origine du nom

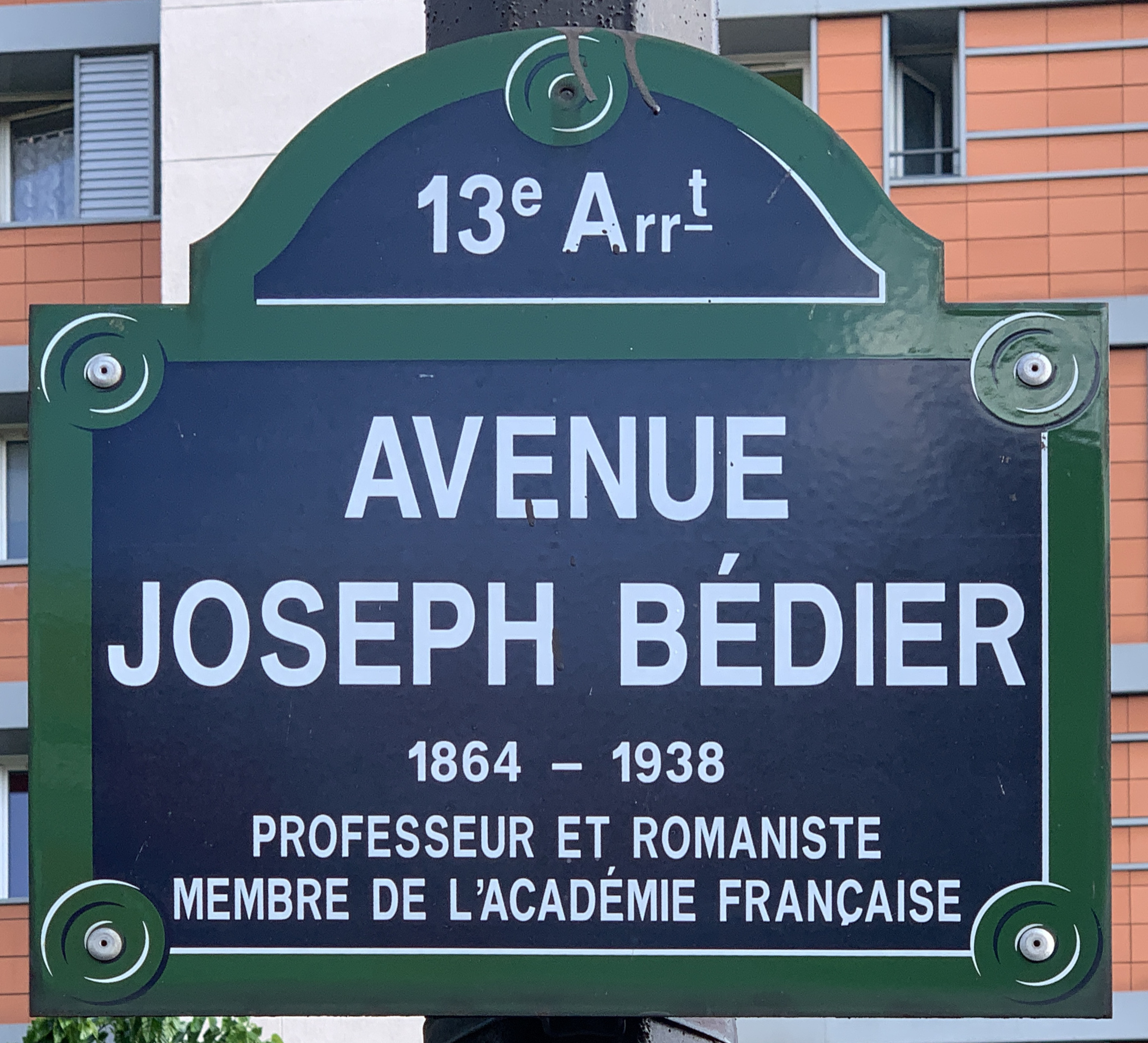
Plaque de l'avenue.

Elle porte le nom du médiéviste et académicien, Joseph Bédier (1864-1938).

## Historique
La place est créée en 1956 et prend sa dénomination actuelle la même année.